# Балеј
Балеј (рус. Балей) град је у Русији у Забајкалском крају. Према попису становништва из 2010. у граду је живело 12533 становника.

## Становништво
| 1939.  | 1959.  | 1970.  | 1979.  | 1989.  | 2002.  | 2010.  |
| ------ | ------ | ------ | ------ | ------ | ------ | ------ |
| 31.206 | 28.848 | 27.215 | 25.896 | 23.898 | 14.797 | 12.533 |